# Júlio Pomar
Júlio Artur da Silva Pomar (Lisboa, 10 de janeiro de 1926 – Lisboa, 22 de maio de 2018) foi um artista plástico/pintor português. Pertenceu à 3.ª geração de pintores modernistas portugueses, sendo autor de uma obra multifacetada, centrada na pintura, desenho, cerâmica e gravura, com importantes desenvolvimentos nos domínios da tridimensão (escultura; assemblage) ou da escrita. Os primeiros anos da sua carreira estão ligados à resistência contra o regime do Estado Novo e à afirmação do movimento neorrealista em Portugal, marcando a especificidade deste no contexto europeu. Teve uma ação artística e cívica intensa ao longo das décadas de 1940 e 1950 e é consensualmente considerado o mais destacado dos cultores do neorrealismo nacional.
Começa a distanciar-se do ativismo político e do idioma figurativo inicial na segunda metade da década de 1950 e, em 1963, radica-se em Paris. Sem nunca abandonar o pendor figurativo, liberta-se do compromisso neorrealista, enveredando pela "exploração de práticas pictóricas diversas que o centrarão na pintura enquanto tal, interrogando as suas formas, composições e processos, pintando das mais variadas maneiras na exploração ou na recusa das possibilidades que o seu tempo lhe abriu".
Durante as últimas décadas da sua vida abordou uma grande variedade de universos temáticos, da reflexão autorreferencial ao erotismo, do retrato às alusões literárias e matéria mitológica. E do ponto de vista formal encontramos idêntica riqueza de meios e soluções. "A obra de Júlio Pomar constrói sucessivas cadeias de relações formais e semânticas entre os diferentes materiais, processos e técnicas".
Grandes exposições realizadas nas últimas décadas (Fundação Calouste Gulbenkian; Museu de Arte Contemporânea de Serralves; Sintra Museu de Arte Moderna – Coleção Berardo; museus de São Paulo, Rio de Janeiro, Brasília; etc.) consagraram a sua obra, que se destaca como uma das mais significativas expressões da criação artística portuguesa contemporânea.

## Biografia

### Primeiros anos

O almoço do trolha, 1946-50, óleo sobre tela, 120 cm x 150 cm

Júlio Pomar nasceu a 10 de janeiro de 1926, em Lisboa. Era filho de Ascânio Gastão Potier Pomar e de Caetana Maria Elisa da Silva, sendo sobrinho-neto da poetisa e espiritista Emília Pomar de Sousa Machado. Com poucos meses de idade ficou órfão de pai. Frequentou a Escola António Arroio e com 16 anos fez a sua primeira exposição, num quarto alugado na Rua das Flores, tendo a sua pintura "Os Saltimbancos" sido comprada por Almada Negreiros. Em 1942, inscreveu-se na Escola de Belas-Artes de Lisboa. Nesse mesmo ano, em associação com ex-colegas da António Arroio, aluga um quarto na Rua das Flores onde instala ateliê e que servirá de improvisado local para uma exposição de grupo, a primeira em que participa (com Fernando Azevedo, Pedro Oom, Marcelino Vespeira e José Maria Gomes Pereira). A mostra é visitada por personalidades de relevo do mundo das artes entre as quais António Dacosta, Diogo de Macedo, Reinaldo dos Santos e Almada Negreiros (que lhe adquire uma pintura, hoje desaparecida, Saltimbancos).
Descontente com a Escola de Lisboa, em 1944 transfere-se para a Escola de Belas-Artes do Porto, que abandonará em definitivo dois anos mais tarde na sequência de um processo disciplinar. Participa nas Exposições Independentes (Porto e Coimbra, 1944; Lisboa, 1945), dinamizadas por Fernando Lanhas, com quem estabelece uma "estreita relação de cumplicidade".
Entre Junho e Outubro de 1945 dirige a página semanal de arte do diário A Tarde (Porto), onde divulga o trabalho dos muralistas mexicanos (corrente onde se incluem Orozco e Siqueiros), do regionalista norte-americano Thomas Hart Benton, de Grosz ou Portinari, todos eles figuras de referência do neorrealismo nacional emergente.
Nos anos que se seguem colabora com críticas e textos de intervenção estética em revistas como Mundo Literário (1946-1948), Seara Nova, Vértice, Horizonte, etc. Embora afirmando a necessária independência da criação artística, em muitos desses textos irá associar o trabalho de pintor ao combate político, dando prioridade à defesa da responsabilidade social do artista na criação de uma arte acessível e interveniente. Data de 1945 a sua filiação nas Juventudes Comunistas, ilegais (abandonaria o PCP anos mais tarde, de forma gradual).
Em 1946 inicia um grande mural no Cine-Teatro Batalha, Porto. Será um dos principais organizadores (e expositores) das Exposições Gerais de Artes Plásticas realizadas na Sociedade Nacional de Belas Artes entre 1946 e 1956. Uma das suas pinturas é apreendida pela polícia política na segunda exposição, de 1947, ano em que expõe individualmente pela primeira vez (Galeria Portugália, Porto) e é preso pela PIDE, durante 4 meses, por pertencer à direção do MUD juvenil. O mural do Cine-Teatro Batalha será destruído por imposição governamental no ano seguinte. Em 1949 é afastado do lugar de professor de desenho no ensino técnico devido à sua participação na candidatura presidencial de Norton de Matos (de quem desenha um retrato, muito divulgado na altura).
No início da década de 1950 realiza novas exposições individuais (1950, 1951, 1952); uma pintura sua é adquirida pelo Museu de Arte Contemporânea, Lisboa (1953). Em 1956 participa na fundação da Cooperativa Gravura, de que será o principal dinamizador (até 1963). Participa na I e na II Exposições de Artes Plásticas da Fundação Calouste Gulbenkian (Lisboa; 1957, 1961), onde lhe são atribuídos o Prémio de Gravura e o 1º Prémio de Pintura respetivamente. Participa na comissão organizadora (e enquanto expositor) da exposição 50 Artistas Independentes (SNBA, 1959), marco simbólico da rutura de muitos artistas com as atividades culturais promovidas pelo governo. Realiza viagens a Madrid (1950), Paris (1951, 1956, 1961), Itália (1958), etc.

### Entre Paris e Lisboa, 1963-2013
Em Junho de 1963 fixa residência em Paris. A mudança representa o afastamento definitivo da ação cívica que marcou o arranque da sua carreira; irá regressar a Portugal apenas de forma esporádica e só vinte anos mais tarde adquire uma casa em Lisboa para aí instalar um segundo ateliê. Expõe individualmente em Lisboa ( Galeria do Diário de Notícias, 1962, 1963) e em Paris (Galerie Lacloche, 1964, 1965), cidades onde irá expor com regularidade ao longo dos anos e construir uma carreira estável.

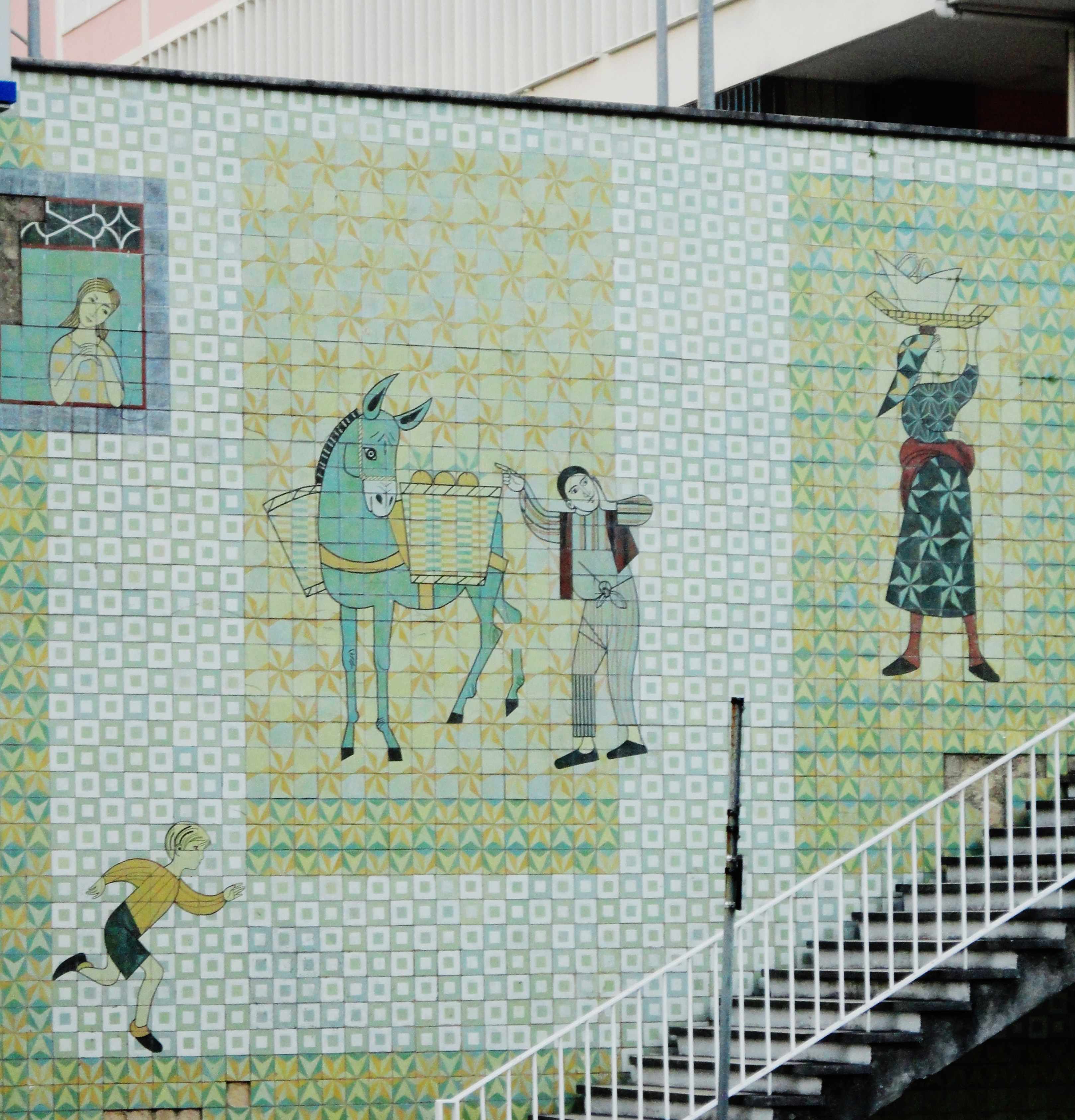
Painel de azulejos (fragmento), c. 1958, Av. Infante Santo, Lisboa

Em 1967 realiza as primeiras assemblages com materiais encontrados e no ano seguinte inicia duas séries paralelas, uma das quais acerca das convulsões de Maio de 1968. Expõe de novo em Lisboa e, a partir de 1969, dá início à colaboração regular com a na Galeria 111 de Manuel de Brito, que passa representá-lo em Portugal.
Quando se dá a revolução de Abril de 1974 Pomar encontra-se em Lisboa, onde permanece durante vários meses. Ao longo da década de 1970 publica uma recolha de poemas, participa em mostras internacionais de relevo — nomeadamente na Bienal de S. Paulo, Brasil, 1976 —, e realiza importantes exposições individuais, de onde pode destacar-se a primeira retrospetiva da sua obra (Fundação Calouste Gulbenkian, Lisboa, e Museu Nacional de Soares dos Reis, Porto, 1978).
Nos anos de 1980 a obra de Pomar descobre sintonias com a figuração expressionista que se afirma a nível internacional. Nas décadas seguintes as exposições multiplicam-se, em galerias e museus, nacionais e internacionais, nomeadamente: Centro de Arte Moderna da Fundação Calouste Gulbenkian (1984); Museu de Arte de Brasília, Museu de Arte de S. Paulo Assis Chateaubriand, Museu de Arte Moderna do Rio de Janeiro (1986); Fundação Calouste Gulbenkian (1987); Culturgest, Caixa Geral de Depósitos, Lisboa (1994); Centro de Arte Contemporânea de Macau (1999); etc..
Faz duas viagens ao Brasil (1987 e 1988), de onde resultam importantes séries de pinturas, que expõe em Lisboa e Madrid (Os Mascarados de Pirenópolis), Madrid e Paris (Os Índios). Em 1999 Alexandre Pomar dá início ao levantamento exaustivo da sua obra com vista à organização do respetivo Catalogue "Raisonnée".
Em 2003 é-lhe atribuído o Prémio Amadeo de Souza-Cardoso. No ano seguinte, o Sintra Museu de Arte Moderna – Coleção Berardo apresenta uma vasta retrospetiva intitulada Pomar/Autobiografia, enquanto o Centro Cultural de Belém expõe a antologia A Comédia Humana, dedicada à obra das décadas mais recentes. Em 2008, o Museu de Arte Contemporânea de Serralves, Porto, inclui numerosas "assemblages" (esculturas) inéditas na mostra Cadeia da Relação.
Pomar tem-se dedicado especialmente ao desenho e pintura, mas a sua área de ação estende-se à gravura, escultura e «assemblage», ilustração, cerâmica, tapeçaria, cenografia para teatro, decoração mural em azulejo (de onde podem destacar-se os painéis para a estação de Alto dos Moinhos, Metropolitano de Lisboa, 1983-84).
Entre os inúmeros textos que publicou ao longo dos anos podem destacar-se os seus livros de ensaios sobre pintura: Discours sur la Cécité des Peintres (Editions de la Différence, Paris, 1985); Da Cegueira dos Pintores (Imprensa Nacional, 1986); Então e a Pintura? (D. Quixote, 2003). Publicou também dois livros de poesia: Alguns Eventos (Pub. D. Quixote, 1992) e TRATAdoDITOeFeito (D. Quixote, 2003).
Em 2013 inaugurou o Atelier-Museu Júlio Pomar, num edifício adquirido no ano 2000 pelo Município de Lisboa (remodelado segundo projeto do Arq. Álvaro Siza Vieira). O atelier-museu possui um acervo de várias centenas de obras, doadas pelo artista à Fundação Júlio Pomar e que inclui pintura, escultura, desenho, etc.

## Obra

### Décadas de 1940 e 1950

O banho turco, 1971, acrílico sobre tela, 161 cm x 130 cm

A obra de Júlio Pomar dá os primeiros passos no início da década de 1940. Datam de 1942 os trabalhos expostos na Rua das Flores e, de 1944, duas pinturas reveladoras de uma maturidade invulgarmente precoce e de abertura às linguagens da modernidade: Pintura e Café. Mas é no ano imediato que cria Gadanheiro, o "primeiro quadro-manifesto" do neorrealismo português. Este será "o mais conseguido de uma série de quatro óleos, quase todos de grande formato, portadores de uma ambição pictural e política desmesuradamente heroica para a experiência do pintor", e que marcam um momento decisivo de viragem na sua obra.
Realizado durante a IX Missão Estética de Férias, Évora, Gadanheiro seria depois exposto na Sociedade Nacional de Belas Artes. Pomar efetua um desvio temático e formal, evocando um simples trabalhador rural através de um sistema de representação de pendor realista capaz de dar forma aos seus novos objetivos. "A concretização do projeto revolucionário sustenta-se aí numa firme estrutura compositiva diagonal e numa construção de profundidades espaciais, na paisagem estudada com T. Benton, que ampliam ameaçadoramente o movimento da figura do camponês brandindo a foice como uma alavanca que mudaria o mundo".
Esta linha de trabalho consolida-se nos anos que se seguem, culminando em trabalhos expostos na II Exposição Geral de Artes Plásticas. Resistência é apreendido pela PIDE, mas não O almoço do trolha, 1947, que irá tornar-se, a par de Gadanheiro, um dos "marcos mais importantes da pintura neorrealista, com a sua temática extraída da vida do proletariado, tratada com matéria áspera e portinaresca acentuação anatómica dos pés e das mãos".
Nesta última pintura Pomar faz a fusão da expressividade aprendida com Portinari com uma geometrização que parece anunciar obras imediatamente posteriores como Varina Comendo Melancia, 1949, onde o exemplo do cubismo de Picasso se torna sensível e assistimos à libertação da cor e das formas de qualquer disciplina realista. "A sua pintura de 1948 a 52 é esse caminho de pesquisa, mesmo de aprendizagem, que não tivera ainda tempo para fazer, observável em ensaios que variam de quadro em quadro, sempre, aliás, em pequeno número, sem multiplicação dos achados ou soluções de estilo".
Ao longo desses anos o jovem Pomar trilha novas vias, realizando pinturas "em que aprendizagem e obra acabada se confundem" . Experimenta a colaboração decorativa em obras de arquitetura, a ilustração, a cerâmica. "Na cerâmica e em pequenas esculturas de barro mostradas nas exposições individuais de 1950 e 1952, em desenhos também, surge a novidade do humor […] em especial em séries de «animais sábios» que terão continuidade em alguns macacos de 62 e muito depois mais largamente em tigres, porcos, mais macacos e outros bichos de particular estimação até ao presente".
A produção de 1952-55 acusa o desgaste causado por uma cristalização do idioma em que vinha trabalhando. Este período, mais difícil, polariza-se nas duas telas maiores do seu «Ciclo do Arroz» (uma série que resultou de várias excursões coletivas aos arrozais do Ribatejo na companhia de Alves Redol). "Por volta de 1956, sem haver um ponto preciso de rutura na sua produção pictural ou um afastamento explícito das anteriores posições políticas, o itinerário de Pomar começa a orientar-se noutras direções".

### Décadas de 1960 a 2000

Lusitânia no Bairro Latino (retratos de Mário de Sá Carneiro, Santa-Rita Pintor e Amadeo de Souza-Cardoso), 1985, acrílico sobre tela, 158,5 cm x 154 cm

Maria da Fonte, 1957, realizada depois de revisitar Goya e Columbano, revela esse desvio. Aqui, o desenho já não contorna as formas de modo tão enfático e associa-se à cor e à dinâmica compositiva na clara afirmação de "forças internamente digladiantes" . Maria da Fonte abre caminho para as séries que o ocupam até meados da década de 1960, como as Tauromaquias e as Courses (corridas de cavalos), onde a diluição das formas se acentua por via de uma "continuada fúria de fazer", levando a que as figuras quase percam o seu sentido descritivo. Em simultâneo veremos emergir uma pulsão diversa, que se concretiza em esculturas que expõe, por exemplo, na II Exposição de Artes Plásticas da Fundação Calouste Gulbenkian.
A ida para Paris em 1963 acontece depois de ter abandonado os compromissos com o neorrealismo e com o ativismo político. Em Paris, não vai incorporar-se em grupos nem praticar as linguagens artísticas em voga, mantendo uma posição de distância crítica relativamente a movimentos como o Nouveau réalisme, etc. Essa defesa da autonomia leva-o a permanecer fiel à expressão do gesto, à exploração da linha, à "abertura da composição a uma linguagem pictórica «informal».
Mas uma permanente inquietação obriga-o uma vez mais a mudar. Progressivamente, a "turbulência do movimento que faz explodir a forma" será apaziguada por fundos de cor lisa, sem qualquer modulação, que submete a ritmos geometrizantes na série Rugby e, mais ainda, em algumas pinturas sobre os tumultos de Maio de 1968 (pinturas onde a mudança formal se associa a um novo material, a tinta acrílica, que utiliza a partir daí). O regresso a uma temática de conotações político-sociais realiza-se através de um dispositivo formal renovado que lhe abre vias para obras posteriores (nas palavras de Mário Dionísio, "Revolução na rua, revolução na tela".
É nesta época que dá início a uma outra vertente da sua obra. Embora se trate de um acontecimento lateral, um trabalho de Verão aparentemente descomprometido, as assemblages de 1967, realizadas com objetos encontrados (ossos, pedaços de madeira, trapos…), prefiguram outras, que realizará anos mais tarde. Estes trabalhos diferentes não são alheios à inflexão que irá ocorrer na pintura (fragmentação dos corpos; colagem de desenhos recortados).
Nos anos de 1970 assistimos à chegada de uma "nova e aparente […] estabilidade. Grandes planos de cor lisa, onde flutuam, numa anti composição formas que, pouco a pouco, vamos reconhecendo, muitas vezes como emblemas explicitamente sexuados, brasões do corpo feminino e masculino". Fortemente sexualizadas, compostas de fragmentos, de sinais, em estreita relação com os grandes planos lisos, estas pinturas vivem de um permanente e instável equilíbrio de forças (veja-se, por exemplo, O banho turco, 1971).
|                                                                                        |  |                                                                                                 |
| Camões, c. 1983, painel de azulejos, estação de Metropolitano Alto dos Moinhos, Lisboa |  | Fernando Pessoa, c. 1983, painel de azulejos, estação de Metropolitano Alto dos Moínhos, Lisboa |

Nesta fase Pomar vai utilizar o desenho para abordar o retrato, direto, a partir do modelo. Embora de modo diverso, na pintura faz uma opção temática semelhante, representando figuras com particular ressonância pessoal, dos amigos mais próximos a figuras de referência do modernismo nacional. Através de um léxico de formas abstratas e de signos reconhecíveis – como um perfil facial, "um olho, um nariz ou outra forma anatómica, que surgem recortados e independentes na superfície da tela" –, vê-lo-emos evocar Graça Lobo, Eduardo Viana, Almada Negreiros ou Fernando Pessoa.
Em Júlio Pomar a diversidade sequencial da obra é gerida através de um processo de metamorfose gradual em que "cada etapa recupera a anterior e anuncia já a seguinte […]. Assim, as colagens produzidas entre os anos de 1976 e 1978 parecem provir do colorido recortado da(s) fase(s) anterior(es), para agora perderem em cromatismo o que ganham em textura".
Caracterizada por um tipo de figuração que cruza a surpresa do processo de associação de imagens aprendido com o surrealismo e a herança do expressionismo abstrato, a pintura de Pomar ao longo das últimas décadas resulta de uma atividade intensa e de um permanente desejo de diversificação temática. Nas suas combinações encontraremos tigres e chapéus de chuva... macacos... retratos, mais ou menos explícitos; por vezes parece clara a vontade de buscar as suas raízes (veja-se, por exemplo, Lusitânia no Bairro Latino – retratos de Mário de Sá Carneiro, Santa-Rita Pintor e Amadeo de Souza-Cardoso, 1985), noutras vê-lo-emos procurar a razão inicial das obras em fontes literárias ou na matéria mitológica.
Trabalhando em séries, despoletadas por alguma experiência (que pode ser visual ou sensorial, em sentido lato, literária ou artística), a ideia por detrás de cada conjunto "é trabalhada e retrabalhada até ao seu esgotamento […]. O resultado é uma obra que funciona como um palimpsesto que regista a sua própria arqueologia", deixando visíveis os vestígios das sucessivas etapas que percorre. Intensa e plurifacetada, nos seus mais líricos momentos a obra de Júlio Pomar "é uma imersão hedonística no prazer, visual ou tátil, que difere todo o pensamento da morte; nos momentos mais dramáticos, é uma orgia à beira do abismo".

## Impacto
Celebrado por muitos como "o pintor mais imediatamente talentoso da sua geração e o mais brilhante dos cultores do neorrealismo de 45", Júlio Pomar está referenciado em todas as exposições e publicações onde se faz o balanço da arte em Portugal desde a segunda guerra mundial. A sua posição de destaque no contexto das décadas de 1940 e 1950 é consensual, mas a afirmação da sua obra não se circunscreve a esse período inicial.
Pomar tem sido invariavelmente incluído nas maiores exposições onde se faz o balanço da arte moderna portuguesa, entre as quais podem destacar-se: Art Portugais: Peinture et Sculpture du Naturalisme à nos Jours, Centro Cultural da Fundação Calouste Gulbenkian, Paris, 1968; Portuguese Art Since 1910, Royal Academy of Arts, Londres, 1978. Na exposição Os Anos 40 na Arte Portuguesa (Fundação Calouste Gulbenkian, 1982), o artista é mencionado nos capítulos dedicados ao neorrealismo e às Exposições Gerais de Artes Plásticas; o seu Almoço do Trolha é alvo de um estudo específico. No catálogo da exposição Arte Portuguesa nos anos 50, comissariada por Rui Mário Gonçalves (Biblioteca Municipal de Beja; SNBA, Lisboa, 1992-1993), são reproduzidas diversas pinturas e apresentados excertos de um texto de sua autoria de 1953. Pomar aparece de novo de forma destacada na exposição 50 Anos de Arte Portuguesa (Fundação Calouste Gulbenkian, Lisboa, 2007) e Anos 70, Atravessar Fronteiras (Centro de Arte Moderna, Fundação Calouste Gulbenkian, 2009), ambas da responsabilidade de Raquel Henriques da Silva.
No domínio da história de arte em Portugal verifica-se idêntico reconhecimento da sua presença. Seria redundante citar todas as publicações onde Pomar está referenciado de forma abrangente, mas é útil relembrar a obra pioneira A Arte em Portugal no Século XX, 1911-1961, editada pela primeira vez em 1974, onde José Augusto França aborda Pomar de forma extensiva no capítulo dedicado ao neorrealismo, prolongando o comentário sobre o artista até aos anos de 1960; num livro mais recente do mesmo autor, História da arte em Portugal: o modernismo, é contemplada igualmente a sua obra das décadas de 1970 e 1980. Também importantes publicações da responsabilidade de Rui Mário Gonçalves, Bernardo Pinto de Almeida, Fernando Pernes ou Alexandre Melo afirmam a sua posição de destaque, abordando a sua obra de forma abrangente.
Para além de todos os autores mencionados e/ou citados ao longo deste texto, escreveram sobre a sua obra: José Cardoso Pires, Fernando Gil, António Lobo Antunes, Vasco Graça Moura, Eduardo Lourenço, Mário Cláudio, Nuno Júdice, António Tabucchi, Ernesto de Sousa, Roger Munier, Patrick Waldberg, Marcel Paquet, Michel Waldberg, Claude Michel Cluny, Marcelin Pleynet, Pierre Cabanne, etc.
Júlio Pomar está representado em inúmeras coleções, públicas e privadas, entre as quais podem destacar-se: Museu do Chiado, Lisboa; Centro de Arte Moderna, Fundação Calouste Gulbenkian, Lisboa; Museu de Arte Contemporânea de Serralves, Porto; Museu Coleção Berardo, Lisboa; Museu de Belas Artes de Bruxelas, Bélgica; Fonds National d'Art Contemporain, Paris; Museu de Arte Moderna do Rio de Janeiro, Brasil; Museu de Arte de São Paulo Assis Chateaubriand, Brasil; Museu de Goteborg, Suécia; Caixa Geral de Depósitos, Lisboa; Coleção Manuel de Brito, Lisboa; etc..

## Atelier-museu Júlio Pomar (AMJP)
Inaugurado em Abril de 2013, o AMJP foi criado para conservar e divulga a obra de Júlio Pomar (Lisboa, 1926-2018), através de exposições temporárias, eventos, conferências e atividades educativas. Localizado entre o Bairro Alto e a Madragoa, dois dos mais populares bairros da cidade, o edifício do museu foi concebido pelo arquiteto Álvaro Siza (Matosinhos, 1933), Prémio Pritzker 1992. 
As reservas do museu contam com cerca de 1,500 obras de Júlio Pomar e de outros artistas que lhe foram próximos.

## Alguns prémios e distinções

### Prémios
- Prémio de Gravura, I Exposição de Artes Plásticas da Fundação Calouste Gulbenkian, 1957.
- 1º Prémio de Pintura, II Exposição de Artes Plásticas da Fundação Calouste Gulbenkian, 1961.
- Prémio Montaigne da Fundação FVG, Hamburgo, 1993.
- Prémio AICA-SEC atribuído pela secção portuguesa da Associação Internacional dos Críticos de Arte, 1995.
- Prémio Celpa / Vieira da Silva, 2000.
- Grande Prémio Amadeo de Souza-Cardoso, 2003.
- Prémio Autores de 2010.
- Prémio de Artes Casino da Póvoa, 2012.
- Prémio Bissaya Barreto, 2018, para as ilustrações do livro, "O cão que comia a chuva", com texto de Richard Zimler.

### Distinções
- Grã-Cruz da Ordem do Mérito, 1989.[38]
- Grande-Oficial da Ordem da Liberdade, 2004.[38]
- Cavaleiro da Ordem das Artes e das Letras (França), 2004; Comendador da Ordem das Artes e das Letras (França).[39][40]
- Doutoramento honoris causa da Universidade de Lisboa, 2013.[41]